# Костреши Бјеловачки
Костреши Бјеловачки су насељено место у општини Доњи Кукурузари, у Банији, Република Хрватска.

## Историја
Костреши Бјеловачки су се од распада Југославије до августа 1995. године налазили у Републици Српској Крајини. До територијалне реорганизације у Хрватској насеље се налазило у саставу бивше велике општине Костајница.

## Становништво
Насеље је према попису становништва из 2011. године имало 43 становника.
| Националност       | 1991.       |
| Срби               | 84 (96,55%) |
| Хрвати             | 0           |
| Југословени        | 0           |
| остали и непознато | 3 (3,44%)   |
| Укупно             | 87          |